# ۱۰۰۰۰ سال بعد
۱۰۰۰۰ سال بعد (انگلیسی: 10000 Years Later) فیلمی در ژانر فانتزی است که در ۲۷ مارس سال ۲۰۱۵ منتشر شد.